# Östtimor i olympiska vinterspelen 2018
Östtimor deltog i de olympiska vinterspelen 2018 i Pyeongchang, Sydkorea, med en trupp på en atlet fördelat på en sport.
Vid invigningsceremonin bars Östtimors flagga av alpina skidåkaren Yohan Goncalves Goutt.